# Certificazione di italiano come lingua straniera
La Certificazione di italiano come lingua straniera (CILS), ou Certification d'italien comme langue étrangère, est un certificat reconnu par l'État italien et le Ministère des affaires étrangères qui évalue et certifie le niveau de compétence atteint en langue italienne par ceux qui ne l'ont pas comme langue maternelle. Cette certification atteste la maîtrise de l'italien comme outil de communication adapté pour s'inscrire à l'université en Italie.

## Origines
Les origines du CILS remontent au XVIe siècle, quand le grand duc de Toscane Ferdinand Ier de Médicis créa une école d'enseignement de l'italien toscan pour les étudiants allemands.

## Utilité
Il est possible de se préparer de façon autonome aux épreuves et chacun des six niveaux est indépendant. Il n'est donc pas nécessaire d'avoir réussi les niveaux précédents pour se présenter à l'examen.
Le CILS est utile (et en général nécessaire) pour l'inscription dans les universités italiennes mais aussi pour l'insertion dans le monde du travail, l'enseignement de l'italien et dans tout autre domaine demandant l'attestation formelle d'un certain niveau de compétence en langue italienne. Le CILS  DUE (qui correspond au niveau européen B2) permet aux étudiants étrangers, communautaires de l'Union européenne et extra-communautaires, d'être dispensés de l'épreuve de langue italienne lors de l'inscription. Le régime d'autonomie des universités italiennes donne des points au classement final des examens d'admission aux détenteurs du CILS. Un grand nombre d'entreprises italiennes et étrangères reconnaissent les certificats CILS comme nécessaires dans le domaine professionnel.

## Niveaux de certification
C'est l'université pour étrangers de Sienne qui s'occupe de la rédaction et de la correction des sujets du CILS, en se fondant sur les textes officiels de l'Union Européenne qui fixe les niveaux du "cadre commun de référence en langue". Pour obtenir le diplôme, un minimum de points est demandé dans chaque discipline. Si un candidat a le minimum requis dans quelques disciplines seulement et qu'il échoue ainsi à l'examen, il pourra repasser uniquement les épreuves non réussies lors d'un examen ultérieur. Les disciplines remportées ne sont valables que pendant un an après le premier examen. Deux sessions d'examen se déroulent chaque année : en juin et en décembre. 

### CILS A1 et A2
Le CILS A1 est destiné aux débutants du processus d'apprentissage de la langue. Le CILS A2 est destiné aux étudiants pouvant comprendre des phrases simples et isolées. Les épreuves du CILS A1 et du CILS A2 durent environ deux heures. Elles sont adaptées aux différents types de publics désirant passer l'examen (étrangers dont la langue maternelle est  différente de l'italien, descendants d'immigrés italiens ou étrangers résidant en Italie). 

### CILS Uno
Le CILS UNO correspond au niveau B1 du "cadre européen commun de référence pour les langues". Il est destiné aux étudiants pouvant utiliser la langue italienne de façon autonome et appropriée dans les situations les plus fréquentes de la vie quotidienne. L'examen dure environ trois heures.

### CILS Due
Le CILS DUE correspond au niveau B2 du "cadre européen commun de référence pour les langues". Il est destiné aux étudiants pouvant utiliser la langue italienne avec une plus grande capacité dans la vie quotidienne que le CILS UNO. Le titulaire d'un CILS DUE est capable de communiquer efficacement durant un voyage d'études en Italie ou en cas de contact professionnel avec la langue et la culture italiennes. Ce certificat permet aux étrangers de s'inscrire dans les universités italiennes sans avoir à passer l'épreuve de connaissance de l'italien.

### CILS Tre
Le CILS TRE correspond au niveau C1 du "cadre européen commun de référence pour les langues". Il permet de communiquer non seulement dans des situations typiques de la vie quotidienne, mais aussi dans les échanges formels entretenus en public et dans les relations professionnelles.

### CILS Quattro
Le CILS QUATTRO correspond au niveau C2 du cadre européen commun de référence pour les langues. Il prévoit un enrichissement ultérieur des usages linguistiques et la capacité réelle du candidat de dominer une vaste gamme de situations communicatives. Il permet de dialoguer non seulement dans toutes les situations informelles et formelles de communication, mais aussi professionnelles.

## Passer l'examen
Pour passer l'examen, le candidat doit s'inscrire dans un centre certifié et s'acquitter de la taxe d'examen (le prix varie en fonction du centre où le candidat désire passer l'examen d'une part, et du niveau choisi d'autre part). De nombreux centres d'examen à travers le monde permettent de passer l'épreuve et de suivre des cours de préparation.